# Wilhelm Bombös
Wilhelm Bombös (* 1. September 1894 in Leipzig; † 25. Dezember 1977 in Marburg) war ein deutscher Prokurist und Sportfunktionär. Er war Geschäftsführer des Deutschen Keglerbundes und Hauptschriftleiter der Deutschen Kegler-Zeitung.

## Leben
Er stammte aus der Messestadt Leipzig, wo er die Schule besuchte und eine kaufmännische Lehre absolvierte. Er stieg bis zum Prokuristen und zum kaufmännischen Leiter einer Buchdruckereimaschinenfabrik und Schriftsetzerei in Leipzig auf. Nachdem durch die Weltwirtschaftskrise dieses Unternehmen in finanzielle Schwierigkeiten geraten war, musste er die Firma verlassen. Er zog 1931 mit seiner Familie nach Wernigerode in den Harz.
Nachdem er in Leipzig bereits 2. Vorsitzender der dortigen Kegler war, übernahm er nach seinem Umzug nach Wernigerode die Geschäftsführung des Deutschen Keglerbundes, die dort ihren offiziellen Sitz hatte. Außerdem wurde er der Hauptschriftleiter der Deutschen Kegler-Zeitung im Nebenberuf. Nach der Gleichschaltung dieser Zeitung durch die Nationalsozialisten wurde sie Amtliches Organ des Deutschen Reichsbundes für Leibesübungen – Fachverband Kegeln – Reichszeitschrift der deutschen Kegler.
Gemeinsam mit dem Präsidenten Paul Schluck gab er die Festschrift 50 Jahre Deutscher Keglerbund e. V. Die Geschichte und das Goldene Buch des Deutschen Keglerbundes e. V. Herausgegeben zum 50-jährigen Bestehen am 7. Juni 1935. Deutscher Keglerbund, Wernigerode am Harz 1935, heraus.
1939 erhielt er eine Einberufung zum Wehrmacht und musste bis 1945 als Beamter am Zweiten Weltkrieg teilnehmen. Nach Wernigerode zurückgekehrt, wurde er wegen der Schriftleitung der Kegler-Zeitung von der sowjetischen Besatzungsmacht zunächst im Speziallager Nr. 2 Buchenwald und danach in Waldheim inhaftiert. Seine Verurteilung erfolgte durch das Landgericht Chemnitz in Waldheim (Waldheimer Prozesse). Nach sieben Jahren erfolgte seine Entlassung 1952, nachdem die Waldheimer Urteile wegen fehlender Rechtsförmigkeit zu weltweiten Protesten geführt hatten. Er verließ die Deutsche Demokratische Republik und wurde 1953 Prokurist in einem Verlag in Frankfurt am Main. 1967 ging er mit 73 Jahren in den Ruhestand, den er zuletzt in einem Altenheim in Leidenhofen verbrachte.
Der Schriftsetzer und Verleger Gerhard Bombös war sein Sohn.

## Schriften (Auswahl)
- mit Paul Schluck (Hrsg.): 50 Jahre Deutscher Keglerbund e. V. Die Geschichte und das Goldene Buch des Deutschen Keglerbundes e. V. Herausgegeben zum 50-jährigen Bestehen am 7. Juni 1935. Deutscher Keglerbund, Wernigerode am Harz 1935
- Der 30. Januar und die Leibesübungen! Der Führer: „Im Dritten Reich gilt nicht nur das Wissen, sondern auch die Kraft!“. In: Deutsche Kegler-Zeitung 53 (1938), Nr. 44, S. 537–538.